# Natascha Wermelskirchen

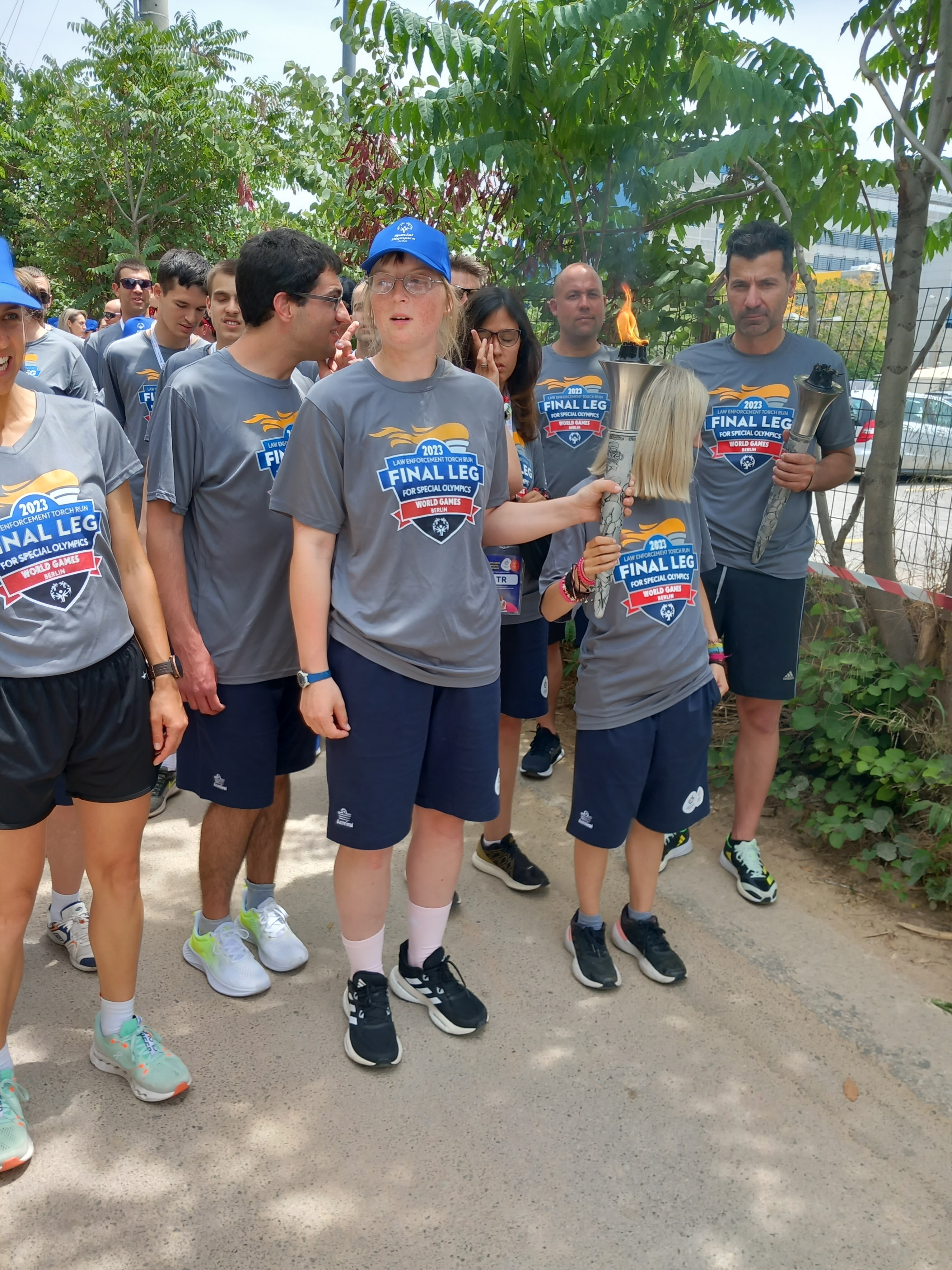
Natascha Wermelskirchen beim Fackellauf vor den Special Olympics World Summer Games am 7. Juni 2023 in Maroussi, Athen

Natascha Wermelskirchen (geboren 1994 oder 1995) ist eine deutsche Fußballspielerin, die Deutschland bei den Special Olympics World Summer Games 2023 in Berlin repräsentiert.

## Leben und Karriere
Wermelskirchen lebt in Mönchengladbach. Sie kam über ihre Arbeitgeberin zum Sport: Das Fußballteam war ein begleitendes Angebot der evangelischen Stiftung Hephata, wo die Athletin im Gartenservice arbeitet. Sie wird von Sarah Splinter trainiert.
Wermelskirchen hatte 2022 bei der deutschen Meisterschaft der Werkstätten mit ihren Glanzparaden begeistert und war wesentlich für den Gewinn des Titels für das Team aus Mönchengladbach. Dieser Erfolg war Voraussetzung für die Nominierung des gesamten Teams mit Trainerin Sarah Splinter zur deutschen Nationalmannschaft.
Bei den Weltspielen in Berlin 2023 war Wermelskirchen Torwärtin der deutschen Damen-Fußballnationalmannschaft. Sie nahm erstmals an Special Olympics Weltspielen teil. Sechs weitere Athletinnen aus ihrer Einrichtung bildeten zusammen mit ihr das Kernteam, das von drei Athletinnen aus Berlin ergänzt wurde. Ihr Team gewann in Level F01 die Bronzemedaille.
Wermelskirchen wurde aus den mehr als 400 nominierten deutschen Athletinnen und Athleten ausgewählt, am 7. Juni 2023 bei der Entzündung des olympischen Feuers in Athen dabei zu sein. Zusammen mit ihrer Trainerin übernahm sie dort die Flamme und brachte sie im Anschluss nach Berlin.
Zusammen mit Heidi Kuder und Tamara Röske wurde Natascha Wermelskirchen anlässlich der Special Olympics World Games für die Juniausgabe der Vogue Deutschland als Fotomodell abgebildet. Die Athletinnen zeigten eine Mischung aus aktuellen Designerkollektionen und Sportkleidung.